# Cisse (rzeka)
Cisse – rzeka we Francji, przepływająca przez tereny departamentów Indre i Loara oraz Loir-et-Cher, o długości 81 km. Stanowi prawy dopływ rzeki Loary.